# メルロー
メルローまたはメルロ（Merlot）は、フランスのボルドーを原産地とする赤ワイン用ぶどう品種である。

## 特徴
同じボルドーの代表的なぶどう品種であるカベルネ・ソーヴィニョンに比べると、色はやや朱色を帯びており、香りはカベルネ・ソーヴィニョンがヴァイオレットやブルーベリーのような、フローラルな香りがするのに対し、メルローはプルーンのような、熟した黒い果物の香りがすると言われている。味は、カベルネ・ソーヴィニョンほど、酸味やタンニンは強くなく、芳醇でまろやかな味わいである。

## 産地

### ボルドー
ボルドーでは、ジロンド川左岸地区の、メドックやグラーヴなどがカベルネ・ソーヴィニョン主体なのに対し、ドルドーニュ川右岸のサンテミリオン、ポムロルなどではメルローが主体になっている。これは、メルローが比較的重い石灰質の土壌を好むためで、「左岸」地区でも、土が比較的重いところでは、メルローを多くブレンドするシャトーもある。

### フランスのその他の地方
ボルドー（ジロンド県）を取り囲むアキテーヌのドルドーニュ県やロット＝エ＝ガロンヌ県では、メルローやカベルネ・ソーヴィニョンを使った、ボルドーと似たタイプのワインが作られている。
一方、南部のラングドック＝ルシヨンで、1980年前後から、ヴァン・ド・ペイクラスのワインでメルローを使ったセパージュ・ワインが多く作られるようになり、なかには、ボルドーのシャトーものに負けない優れたものもある。

### イタリア
ヴェネト州などで、IGT規格のワインが多く作られている。

### 日本
日本は高温多湿な気候条件のため、カベルネ・ソーヴィニョンやピノ・ノワールは作りにくいのに対し、メルローは日本の気候に合っており、山梨県や長野県などでメルローによる優れたワインが作られている。長野県では塩尻市桔梗ヶ原地区などでシャトー・メルシャンといったワイナリーが存在する。